# Duvalia corderoyi
Duvalia corderoyi ist eine Pflanzenart aus der Unterfamilie der Seidenpflanzengewächse (Asclepiadoideae). 

## Merkmale
Duvalia corderoyi ist eine stammsukkulente Pflanze mit sechskantigen, kugeligen bis ovalen Trieben. Diese sind grün und messen 1,2 bis 3 (bis 4,5 cm) in der Höhe und 1,2 bis 2,5 cm im Durchmesser. Die Blättchen sind sehr klein, etwa 1 mm mal 1 mm. 
Der gestielte Blütenstand enthält eine oder mehrere Blüten. Der Blütenstandsschaft ist 1,5 bis 2,5 cm lang und entspringt nahe der Triebbasis. Die Blüte riecht stark nach Kot. Die Kelchblätter sind etwa 4 mm lang. Die Blütenkrone misst etwa 3 bis 4,5 cm im Durchmesser. Sie ist hell rotbraun bis dunkelrotbraun, selten auch hellgrünbraun gefärbt. Die Blütenkronenzipfel sind 12 bis 16 mm lang und an der Basis 9 bis 12 mm breit. Sie sind längsgefurcht und die Oberhaut ist stark nach außen umgebogen. Die umgeschlagenen, nach unten zeigenden Ränder sind mit purpurfarbenen, ca. 2 mm langen, keuligen Haaren besetzt. Der Annulus ist fleischig und hell/dunkel gefleckt. Er hat einen Durchmesser von 10 bis 15 mm und ist 2,5 bis 4 mm hoch. Er ist dicht mit einfachen, bis zu 3 mm langen, weißen oder auch purpurfarbenen Haaren besetzt. Die Nebenkrone ist rötlich braun, der Diskus (oder Basis) der Nebenkrone hat einen Durchmesser von 6,5 bis 9 mm im Durchmesser. Die staminalen Nebenkronenzipfel sind cremefarben bis rötlich braun; sie messen 2 bis 3 mm × 2 bis 3 mm. 
Die Balgfrüchte sind 10 bis 15 cm lang. Die Samen sind 5 bis 6 mm lang und 3 bis 3,5 mm breit.
Die Chromosomenzahl beträgt 2n = 66.

## Verbreitung
Duvalia corderoyi kommt in der Nördlichen Kapprovinz der Republik Südafrika vor.